# Crouttes
Crouttes é uma comuna francesa na região administrativa da Normandia, no departamento Orne. Estende-se por uma área de 13,5 km². Em 2010 a comuna tinha 317 habitantes (densidade: 23,5 hab./km²).